# Хасовейёган
Хасовейёган (устар. Хасовей-Юган) — река в Шурышкарском районе Ямало-Ненецкого АО. Исток реки в безымянном озере озёрной системы Евырлор, на высоте 129 м, устье находится в 26 км по правому берегу реки Хабинейёган. Длина реки составляет 39 км.

## Данные водного реестра
По данным государственного водного реестра России относится к Нижнеобскому бассейновому округу, водохозяйственный участок реки — Обь от впадения реки Северная Сосьва до города Салехард, речной подбассейн реки — бассейны притоков Оби ниже впадения Северной Сосьвы. Речной бассейн реки — (Нижняя) Обь от впадения Иртыша.